# Canal de la Merwede
Le canal de la Merwede (en néerlandais : Merwedekanaal) est un canal néerlandais dans les provinces d'Utrecht et de la Hollande-Méridionale. Il a été ouvert à la navigation en 1892 et a une longueur de 35 kilomètres.

## Géographie
Le canal relie le canal d'Amsterdam au Rhin à Utrecht avec la Merwede supérieure au sud de Gorinchem. Du nord au sud, le canal passe à Utrecht, Nieuwegein, Vianen, Meerkerk et Gorinchem. Entre Utrecht et Nieuwegein, le canal croise le Canal d'Amsterdam au Rhin, entre Nieuwegein et Vianen il croise le Lek. Au nord de Gorinchem, il croise également le petit Canal de Steenenhoek.
Dans le centre de Nieuwegein, l'IJssel hollandais naît depuis ce canal.

## Histoire
À son origine, le canal de la Merwede commençait dans la partie orientale des ports d'Amsterdam. La décision de la construction du canal a été prise en 1881 par le ministre Klerck. En 1892, le canal est ouvert à la navigation. En partie, le canal était aménagé par l'élargissement et l'approfondissement des canaux existants, dont le Keulse Vaart, creusé en 1825. Entre Utrecht et Vreeswijk, on a utilisé le Vaartse Rijn et entre Vianen et Gorinchem le Zederikkanaal. Le trajet d'Amsterdam à Utrecht était neuf.
Le canal comptait cinq écluses.
Dans les années 1920, le canal ne répondait plus aux exigences de l'époque. C'est ainsi que naquit le projet du Canal d'Amsterdam au Rhin ; en augmentant le niveau de l'eau entre Amsterdam et le Lek, en supprimant les écluses et en aménagement un trajet plus court, cela réduirait le temps de parcours. En plus, l'élargissement et l'approfondissement furent également décidés. La décision fut prise en 1931. En 1952, le trajet Amsterdam - Utrecht fut intégré dans ce nouveau canal. La partie reliant Utrecht à Gorinchem restait dans l'état.

## Photos du canal à Utrecht

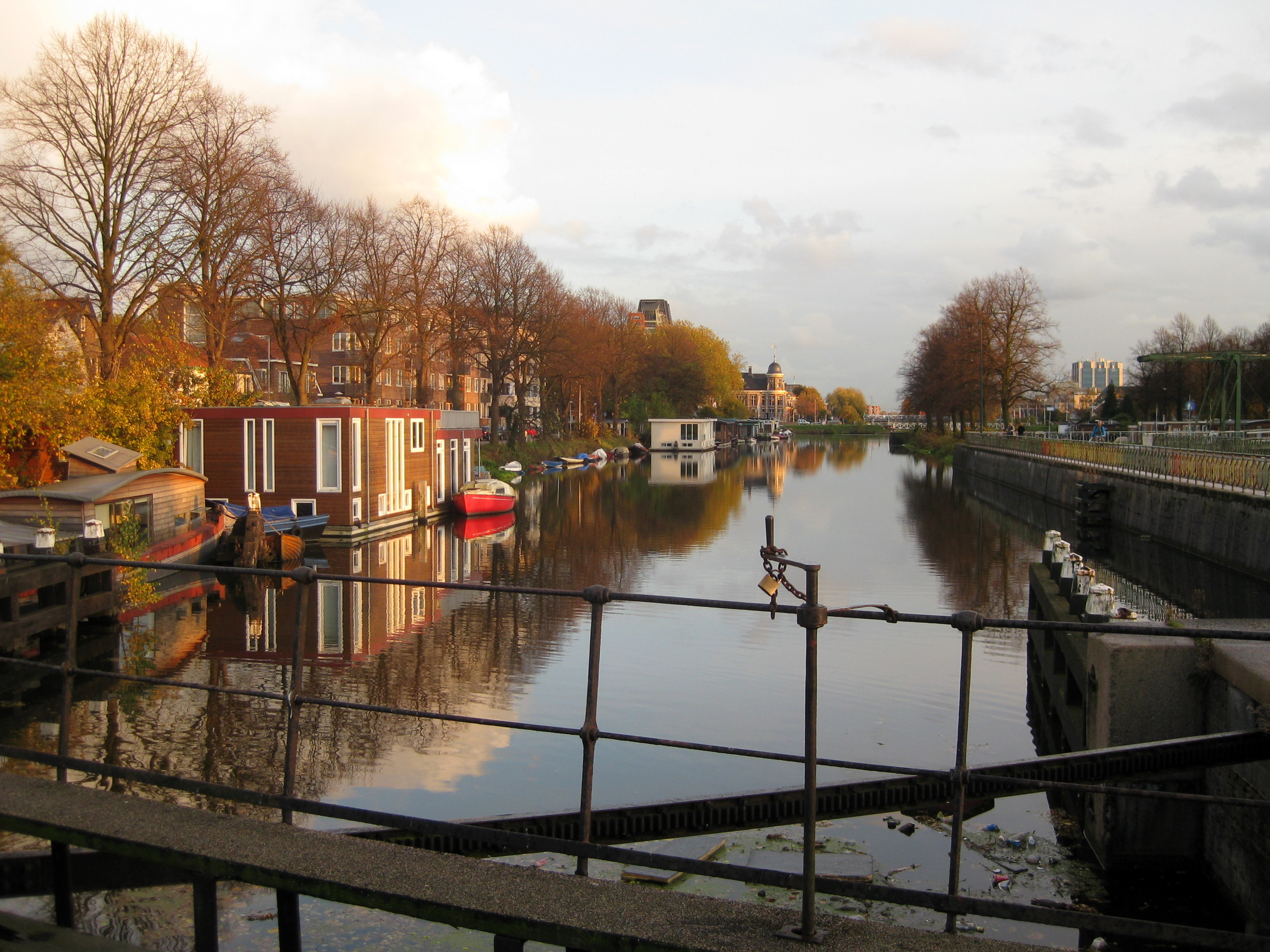
Canal de la Merwede près du écluse
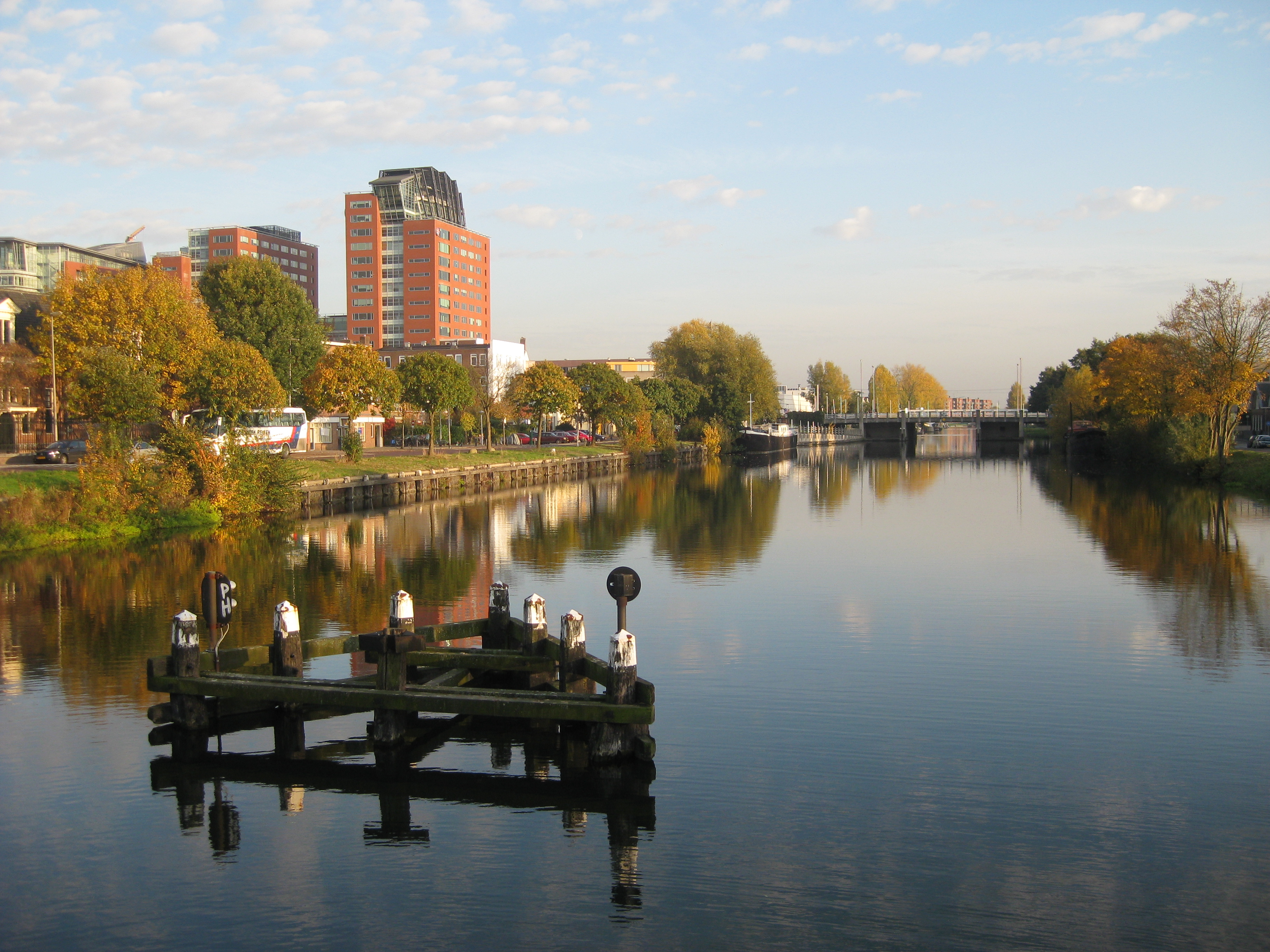
Canal de la Merwede près du Muntbrug
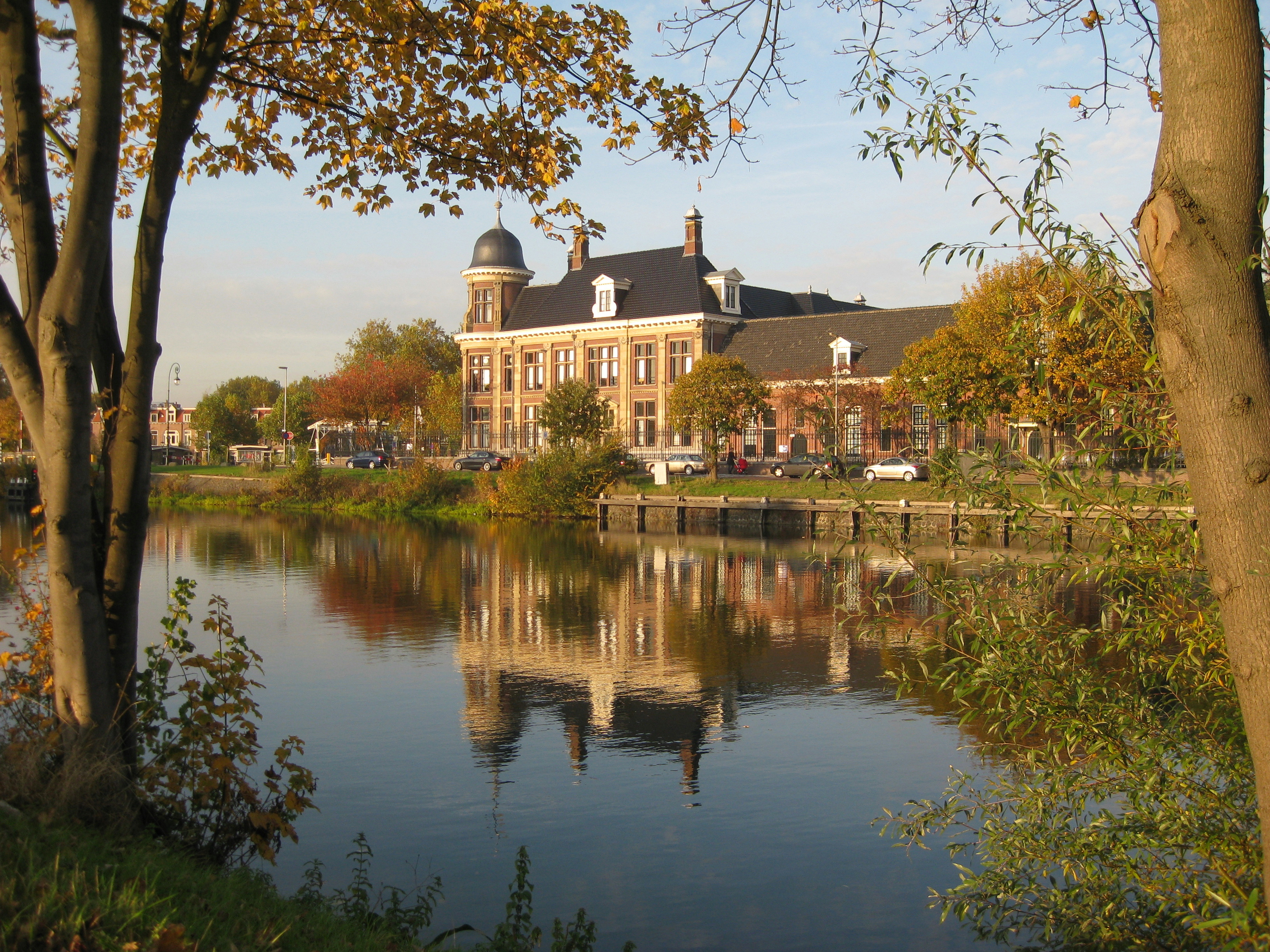
Canal de la Merwede près de la Monnaie royale des Pays-Bas
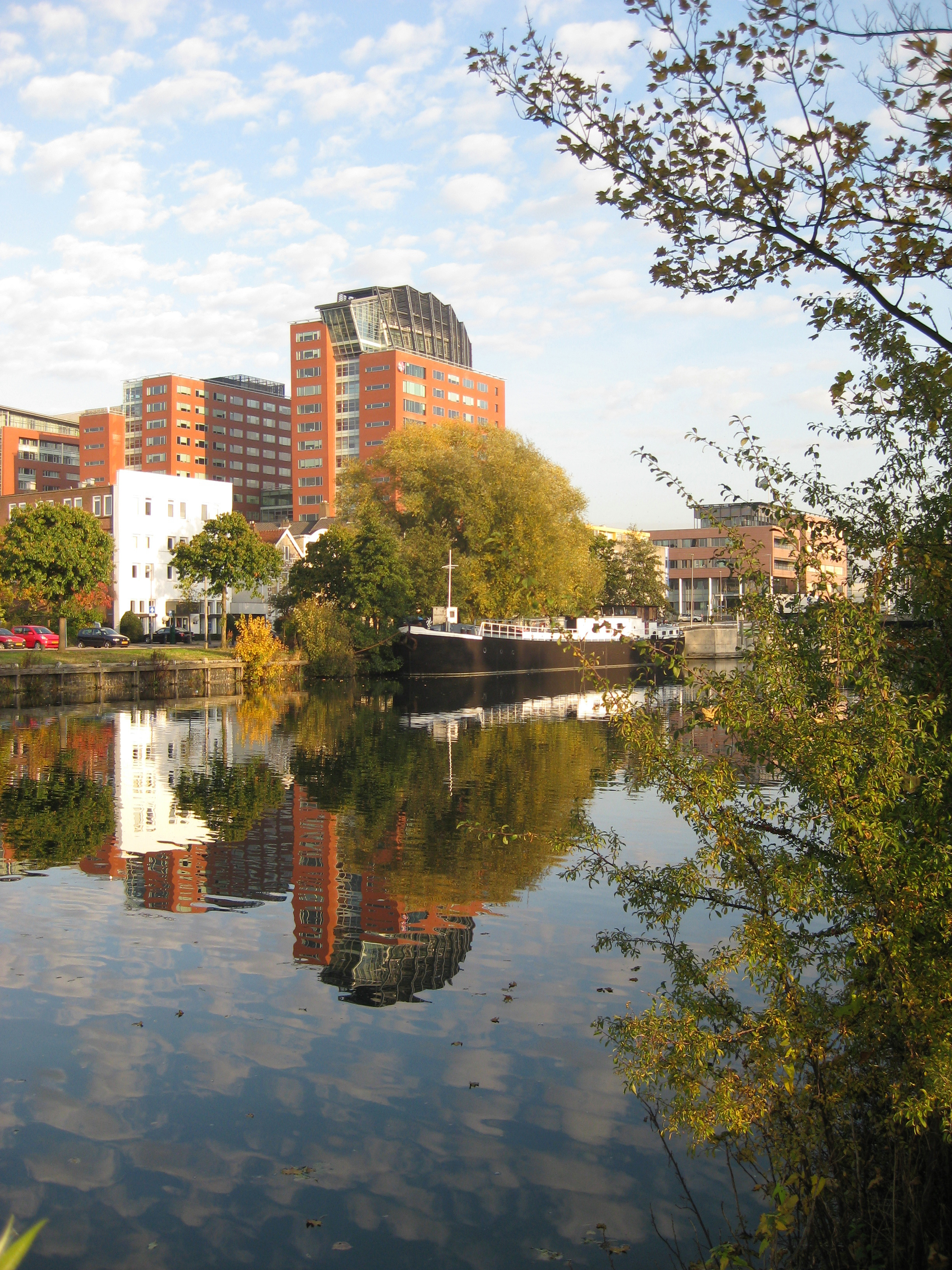
Canal de la Merwede près du Muntkade

## Source
- (nl) Cet article est partiellement ou en totalité issu de l’article de Wikipédia en néerlandais intitulé « Merwedekanaal » (voir la liste des auteurs).